# Elseworlds (Arrowverso)
«Elseworlds» es el quinto evento cruce anual del Arrowverso, que presenta episodios de las series de televisión de acción en vivo The Flash, Arrow y Supergirl en The CW. El cruce comenzó el 9 de diciembre de 2018 con The Flash, continuó en Arrow el 10 de diciembre y concluyó en Supergirl el 11 de diciembre. «Elseworlds» presenta al universo a los personajes Batwoman y Lois Lane, así como a la ficcional Gotham City. En el cruce, Flecha Verde, Flash y Supergirl son atraídos a Gotham City para enfrentar al Dr. John Deegan por su trabajo en el Manicomio Arkham.
El cruce fue confirmado en mayo de 2018 en la presentación inicial de The CW, donde se reveló la inclusión de Batwoman y Gotham City. A lo largo de ese agosto y septiembre, se reveló el casting para el cruce, incluyendo a Ruby Rose como Batwoman, Elizabeth Tulloch como Lois Lane, y el anuncio de que Tyler Hoechlin volvería a interpretar a Superman. El título del cruce también se reveló a fines de septiembre, y el rodaje comenzó en octubre de 2018. Además, «Elseworlds» ve a los actores del Arrowverso interpretando otros papeles, así como a John Wesley Shipp repitiendo su papel de Barry Allen / Flash  de la serie de 1990 The Flash. La conclusión de «Elseworlds» reveló «Crisis on Infinite Earths» como el próximo cruce, programado para emitirse a fines de 2019.

## Trama
En Tierra-90, Flash logra escapar mientras una figura misteriosa usa un libro poderoso para destruir esa realidad. En Tierra-1, la figura le entrega el libro al psiquiatra del Manicomio Arkham, el Dr. John Deegan, quien lo usa para reescribir la realidad según su voluntad. Al día siguiente, Oliver Queen y Barry Allen se despiertan en la vida del otro; resultando en que Oliver se convierta en Flash y Barry en Flecha Verde. Ambos se dirigen a Laboratorios Star para descubrir cómo deshacer la situación, pero el Equipo Flash no les cree y los encierra en la tubería. Oliver y Barry usan las habilidades del otro para escapar de su celda para que puedan viajar a la Tierra-38 para obtener ayuda de Kara Danvers / Supergirl. Mientras tanto, un androide llamado AMAZO se despierta y comienza a amenazar a Ciudad Central. Cisco Ramon trae de regreso a Oliver y Barry de Tierra-38, con Kara y su primo Clark Kent / Superman brindando asistencia. El grupo finalmente derrotó a AMAZO y regresan a Laboratorios STAR, donde Cisco vibra a la misteriosa figura y Deegan. La figura le dice al grupo que algo se acerca y que no podrán detenerlo. Mientras Clark regresa para proteger Tierra-38, Oliver se da cuenta de que la figura y Deegan estaban ubicados en Gotham City.
Barry, Oliver y Kara llegan a Gotham City, solo para ser arrestados después de pelearse con algunos matones. Son rescatados por Kate Kane, quien les dice que Deegan está en el Manicomio Arkham. El trío, con la ayuda de Caitlin y Diggle, irrumpen en Arkham para enfrentar a Deegan. A pesar de que recuperan el «Libro del Destino», Deegan se escapa. Durante una confrontación con la reclusa Nora Fries, Barry y Oliver son expuestos al gas del miedo y se creen mutuamente como Eobard Thawne y Malcolm Merlyn, respectivamente. Después de detener la fuga, Kate, como la vigilante Batwoman, saca a los dos de su estado alucinante y les dice que se vayan de Gotham City. Con el libro en la mano, se dirigen a ARGUS para restaurar la realidad, donde Flash de Tierra-90 los advierte sobre Mar Novu / Monitor. Barry, Oliver, Kara y Flash de Tierra-90 se enfrentan a Monitor, quien explica que está reescribiendo la realidad para probar mundos y ver si son lo suficientemente capaces de detener una crisis que se avecina. Monitor roba el libro, se escapa y se lo devuelve a Deegan para que pueda reescribir la realidad nuevamente. En esta nueva realidad, Barry y Oliver son criminales conocidos como Trigger Twins, no tienen sus poderes y casi son detenidos por la policía antes de ser confrontados por un Superman de traje negro.
El Superman falso, que Oliver se da cuenta de que en realidad es Deegan, se mueve para capturar a los héroes, pero lo obligan a salvar inocentes mientras escapan para poder encontrar a Cisco. Mientras tanto, Kara está siendo retenida en Laboratorios STAR por Deegan y sus fuerzas, incluida una versión de Tierra-1 de Alex. Finalmente, localizan el Cisco de esta realidad y lo convencen de ayudarlos llevándolos a la Tierra-38. Encuentran a Clark, que acepta regresar con ellos a Tierra-1 mientras Kara convence a Alex para que la libere. Al llegar a Tierra-1, Clark y Oliver luchan contra Deegan y sus fuerzas para que Alex, Barry y Kara puedan encontrar el Libro del Destino. Lo encuentran en la Bóveda del Tiempo y se lo llevan a Clark, quien restaura a Barry, Oliver y Kara a su verdadera identidad. Sin embargo, Deegan recupera el libro e intenta reescribir la realidad nuevamente. Para impedir su progreso, Barry y Kara reducen la velocidad alrededor de la Tierra corriendo y volando en direcciones opuestas, a pesar de que Clark revela que el libro mostró que murieron en el intento. Oliver se enfrenta a Monitor, pidiéndole que salve a Barry y Kara, pero el Monitor le pide algo a Oliver a cambio. Clark, acompañado por Lois, Brainy y J'onn luchan contra Deegan y un AMAZO revivido. Barry y Kara están casi desintegrados por la velocidad, pero Oliver dispara al libro con una flecha mejorada por Monitor. Deegan vuelve a sí mismo, aunque muy desfigurado, y la realidad se restaura. Después de regresar a la Tierra-38, Clark y Lois le revelan a Kara que están esperando un hijo y que regresarán a Argo City por un período prolongado de tiempo; dejándole la protección de la tierra. En Tierra-1, Oliver es contactado por Kate, quien dice que Deegan, ahora encarcelado en Arkham, ha hecho un nuevo amigo, Psico-Pirata; quien le dice a Deegan «mundos vivirán, mundos morirán y el universo nunca será el mismo».

## Elenco y personajes

### Principales y recurrentes
| Intérprete                            | Personaje                              | Episodio            | Episodio  | Episodio  | Episodio |
| Intérprete                            | Personaje                              | The Flash           | Arrow     | Supergirl |          |
| ------------------------------------- | -------------------------------------- | ------------------- | --------- | --------- | -------- |
| Grant Gustin                          | Barry Allen / Flash                    | Principal           | Invitado  | Invitado  |          |
| Grant Gustin                          | Oliver Queen / Flecha Verde            | Principal           | Invitado  | Invitado  |          |
| Candice Patton                        | Iris West-Allen                        | Principal           |           |           |          |
| Danielle Panabaker                    | Caitlin Snow / Killer Frost            | Principal           | Invitada  | Invitada  |          |
| Carlos Valdés                         | Cisco Ramon / Vibe                     | Principal           | Invitado  | Invitado  |          |
| Hartley Sawyer[cita requerida]        | Ralph Dibny / Elongated Man            | Principal           |           |           |          |
| Tom Cavanagh[cita requerida]          | «Sherloque» Wells                      | Principal           |           |           |          |
| Tom Cavanagh[cita requerida]          | Eobard Thawne / Flash Reverso          |                     | Invitado  |           |          |
| Stephen Amell                         | Oliver Queen / Flecha Verde            | Invitado            | Principal | Invitado  |          |
| Stephen Amell                         | Barry Allen / Flash                    | Invitado            | Principal | Invitado  |          |
| David Ramsey                          | John Diggle                            | Invitado            | Principal | Invitado  |          |
| Tyler Hoechlin                        | Kal-El / Clark Kent / Superman         | Invitado            |           | Invitado  |          |
| Tyler Hoechlin                        | John Deegan / Superman                 |                     | Invitado  | Invitado  |          |
| Melissa Benoist                       | Kara Zor-El / Kara Danvers / Supergirl | Invitada            | Invitada  | Principal |          |
| Jeremy Davies                         | John Deegan                            | Invitado            | Invitado  | Invitado  |          |
| LaMonica Garrett                      | Mar Novu / Monitor                     | Invitado            | Invitado  | Invitado  |          |
| Elizabeth Tulloch                     | Lois Lane                              | Invitada            |           | Invitada  |          |
| Efecto especial                       | AMAZO [cita requerida]                 | Invitado            |           | Invitado  |          |
| Emily Bett Rickards                   | Felicity Smoak                         |                     | Principal |           |          |
| Echo Kellum                           | Curtis Holt                            |                     | Principal |           |          |
| Kirk Acevedo                          | Ricardo Diaz                           |                     | Principal |           |          |
| Ruby Rose                             | Kate Kane / Batwoman                   | Cameo sin acreditar | Invitada  | Invitada  |          |
| Bob Frazer                            | Roger Hayden / Psico-Pirata            |                     | Invitado  | Invitado  |          |
| Cassandra Jean Amell [cita requerida] | Nora Fries                             |                     | Invitada  | Invitada  |          |
| John Wesley Shipp                     | Barry Allen / Flash (Tierra-90)        | Cameo sin acreditar | Invitado  |           |          |
| Mehcad Brooks                         | James Olsen (Tierra-1)                 |                     |           | Principal |          |
| Chyler Leigh                          | Alex Danvers (Tierra-1)                |                     |           | Principal |          |
| Jesse Rath                            | Querl «Brainy» Dox / Brainiac 5        |                     |           | Principal |          |
| David Harewood                        | J'onn J'onzz / Detective Marciano      |                     |           | Principal |          |

- Nota: A pesar de haber sido acreditados, Jesse L. Martin no aparece en el episodio de The Flash; Rick Gonzalez, Juliana Harkavy, Colton Haynes, Sea Shimooka y Katie Cassidy no aparecen en el episodio de Arrow; Katie McGrath, Sam Witwer, Nicole Maines y April Parker Jones no aparecen en el episodio de Supergirl.

### Invitados
- Liam Hall como Kane Wolfman (Arrow)[13]
- John Barrowman como Malcolm Merlyn (Arrow)[13]
- Adam Tsekhman como Gary Green (Supergirl)[7]

## Producción

### Desarrollo
Los eventos cruce anuales del Arrowverso se han producido en The CW desde la temporada de televisión 2013-2014, cuando Barry Allen se presentó en el octavo episodio de la segunda temporada de Arrow antes del debut de The Flash. Al año siguiente, los octavos episodios de la tercera temporada de Arrow y la primera temporada de The Flash formaron un evento de dos partes conocido como «Flash vs. Arrow». En enero de 2015, el presidente de The CW, Mark Pedowitz, dijo que habría un cruce del Arrowverso cada temporada. En la temporada de televisión 2015–16, un evento de dos partes, «Heroes Join Forces» entre los octavos episodios de la cuarta temporada de Arrow y la segunda temporada de The Flash se usó para configurar una nueva serie, Legends of Tomorrow. Para la temporada de televisión 2016-17, el cruce «Invasion!» incluía The Flash, Arrow y Legends of Tomorrow, con el evento comenzando al final de Supergirl. Un verdadero cruce de cuatro partes ocurrió en la temporada de televisión 2017-2018 con «Crisis on Earth-X», que también se vinculó a la serie web animada, Freedom Fighters: The Ray, y presentó personajes y conceptos de esa serie.
En mayo de 2018, el presidente de The CW, Pedowitz y el protagonista de Arrow, Stephen Amell, anunciaron en la presentación inicial de The CW que Batwoman se presentaría en el próximo cruce, luchando junto a los otros héroes del Arrowverso, con la ficcional Gotham City. A pesar de la inclusión del personaje y la ciudad, el cruce no incluiría la serie de televisión Gotham que se transmite por Fox. En julio, The CW estaba planeando una posible serie independiente para Batwoman después de su aparición en el cruce, con Caroline Dries, que estaba creando y escribiendo la potencial serie de Batwoman. Además, se confirmó que Legends of Tomorrow no se incluiría en el cruce. El coproductor de Legends of Tomorrow Phil Klemmer explicó, ya que el cruce estaba siendo utilizado para lanzar la serie liderada por Batwoman, «simplemente se convirtió en exceso de capacidad». Agregó que dado que Legends of Tomorrow tendría 16 episodios en su temporada, el cruce habría sido «un golpe de velocidad tonal, o una partida, y simplemente no tenemos tiempo para alejarnos de nuestra historia este año». A pesar de no ser parte oficial del cruce, la co-showrunner de Legends of Tomorrow, Keto Shimizu, reveló «Legends of To-Meow-Meow», el episodio de la serie que se transmitiría durante la semana del cruce, estaría «cruzando con nosotros mismos» mediante el uso de periodos de tiempo alternos, y Adam Tsekhman es estrella invitada como Gary Green en el episodio de Supergirl.
A finales de septiembre de 2018, el título para el cruce se reveló como «Elseworlds», compartiendo el nombre del sello editorial de cómics Elseworlds de DC Comics, que eran historias que tuvieron lugar fuera del Universo DC canon. Los productores inicialmente consideraron titularla como «Identity Crisis», pero abandonaron la idea porque, según el exproductor de Arrow Marc Guggenheim, «Si bien el título funcionaría perfectamente para esto, realmente sería publicidad falsa, porque obviamente no estamos haciendo la historia Crisis de identidad de Brad Meltzer y Rags Morales».

### Escritura
La historia de Elseworlds fue creada por Greg Berlanti, los productores ejecutivos y escritores de cada serie, Geoff Johns y Dries. La showrunner de Arrow Beth Schwartz se refirió a todas estas personas como «la sala de los súper escritores», y señaló que Marc Guggenheim, quien trabaja como consultor en la séptima temporada de Arrow, «tomó la iniciativa en el cruce», actuando como el showrunner para el cruce. El episodio de The Flash fue escrito por Eric Wallace y Sam Chalsen, el episodio de Arrow presenta una historia de Caroline Dries y el guion por Marc Guggenheim, y el episodio de Supergirl presenta una historia de Marc Guggenheim y el guion de Derek Simon & Robert Rovner. Los guiones de los episodios se completaron a mediados de septiembre de 2018. Guggenheim sintió que «Elseworlds» tendría un impacto duradero para el Arrowverso y «sienta las bases para el cruce del próximo año;» en la conclusión de «Elseworlds», se reveló que el próximo cruce sería Crisis on Infinite Earths a finales de 2019, adaptando la historia del cómic del mismo nombre.
Los episodios anteriores de cada serie presentan «eventos desconcertantes» que conducen a los eventos del cruce. La misma escena del inicio del cruce se emitió al final de los episodios «Bunker Hill», «Unmasked» y «What's Past Is Prologue». La escena también confirmó Tierra 90 como la tierra para Flash de la serie de televisión de 1990. Guggenheim sintió que era «genial porque nunca hemos... configurado el cruce en los episodios anteriores». El co-showrunner de Supergirl, Robert Rovner, agregó que se suponía que solo se emitiría con «What's Past Is Prologue» de The Flash, antes de agregarse a los otros dos episodios para facilitar las cosas a los espectadores, ya que «vienen [al cruce] de nuestras series individuales y queríamos algo que [los conecte]».
Stephen Amell reveló que, a diferencia de los cruces anteriores del Arrowverso, este no sería tan extravagante, sino más acerca de «los personajes y la historia», centrándose en Flecha Verde, Flash, Supergirl, Superman y Batwoman. Guggenheim solo se sintió concentrado en Flecha Verde, Flash y Supergirl, los escritores «realmente tuvieron la oportunidad de contar una historia que nunca antes pudimos hacer». Este fue uno de los factores por los que Legends of Tomorrow no se incluyó en «Elseworlds», para resaltar la cantidad de tiempo que Amell, Grant Gustin y Melissa Benoist podrían interactuar. «Elseworlds» también regresa al formato episódico de los cruces anteriores, a diferencia del enfoque adoptado con «Crisis on Earth-X». Rovner explicó: «Es como tres capítulos de una historia, pero únicos en sus propias series», con el showrunner de The Flash Todd Helbing, agregando, «Flash se siente como un episodio de Flash, Arrow siente como un episodio de Arrow, [y] Supergirl se siente como un episodio de Supergirl».
«Elseworlds» presenta a Amell y Gustin interpretando a los respectivos personajes del otro. Gustin señaló: «No vas a verme interpretar los modales de Oliver Queen o a Stephen interpretar los modales de Barry. Somos conscientes de que, por alguna razón, hemos cambiado vidas y destinos. Es más la diversión de la comedia situacional que mantenemos». Amell agregó, «hay elementos de su personalidad que tengo que abrazar, y hay elementos de mi personalidad que tiene que abrazar» para que Oliver y Barry derroten a la amenaza. Supergirl es el único otro personaje que puede ver a Barry y Oliver por quienes realmente son, con Benoist diciendo «Ella inevitablemente se convierte en una especie de intermediaria porque al final hay conflicto entre los dos». Schwartz sintió que «Elseworlds» no se «sentiría tan oscuro» como «Crisis on Earth-X» y que había «mucha más diversión» en «Elseworlds». Otros cambios de realidad en los episodios incluyen a Barry y Oliver, que se convierten en criminales buscados conocidos como Trigger Twins.
Incluyen a Superman en el cruce, a quien Berlanti tenía permiso de usar antes de la reunión inicial del cruce con The CW en marzo de 2018, ayudó a justificar la introducción de Lois Lane en el Arrowverso, ya que era un personaje que el escritor de Supergirl siempre quiso presentar y «ella orgánicamente encaja» en la historia de cruce. Además, con Kara «en una encrucijada» después de los eventos de «Bunker Hill», Rover sintió que «el viaje en el que se encuentra cuenta con la ayuda de Clark, quien está regresando de Argo [City] como en su propio viaje». Hoechlin también interpreta a John Deegan cuando se reescribe a sí mismo como una versión antagónica de Superman. Gotham City en el cruce se considera una ciudad fallida, con Batman desaparecido durante varios años, lo que resulta en un aumento de la delincuencia. Hablando de su adaptación de Gotham City, Dries llamó a la ciudad «no es un lugar feliz», «mugrienta» y «aterradora», y agregó: «Algunas personas están prosperando con la ausencia [de Batman] porque ahora pueden comenzar a hacer lo suyo. Muchas otras personas están sufriendo y están perdiendo la esperanza, la propia ciudad y la infraestructura se están desmoronando». Guggenheim lo llamó «una ciudad muerta» y «prácticamente un pueblo fantasma». Mientras que Batman no aparece en el cruce, los personajes debaten si realmente existe, con Oliver sintiendo que es inventado y Barry creyendo que es real.
«Elseworlds» presenta muchos easter eggs y asiente a pasadas series de televisión y medios de DC. Además, la cita que dijo Psico-Pirata al final del cruce («mundos vivirán, mundos morirán, y nada volverá a ser lo mismo») fue el lema de DC Comics que se usó para anunciar Crisis on Infinite Earths antes de su lanzamiento en 1985.

### Casting
A principios de agosto, Ruby Rose fue elegida como Batwoman para el cruce y la posible serie. Los productores notaron la pasión de Rose en su audición, junto con un «aura de frío, despreocupado, un tanto distante, mezclado con encantador, pensativo y divertido que simplemente tenía sentido para ella ser Kate», según Dries. Más adelante en el mes, se reveló que Tyler Hoechlin volvería a interpretar su papel de Kal-El / Clark Kent / Superman en los tres episodios, y que los productores también estaban buscando introducir a Lois Lane en el cruce. A mediados de septiembre, Elizabeth Tulloch fue elegida como Lois Lane, la esposa de Stephen Amell, Cassandra Jean Amell, fue elegida para interpretar a Nora Fries, Jeremy Davies fue elegido como John Deegan, el antagonista del cruce, y LaMonica Garrett fue elegido en el «prominente papel» de Mar Novu / Monitor. Durante el rodaje a fines de octubre de 2018, se reveló que John Wesley Shipp, quien interpretó a Henry Allen y Jay Garrick en el Arrowverso, volvería a interpretar su papel de Barry Allen / Flash de la serie de televisión de 1990. Al final de la filmación a principios de noviembre, se anunció que Bob Frazer interpretaría a Roger Hayden / Psico-Pirata.

### Diseño
En «Elseworlds», Hoechlin usa una versión completamente negra del traje de Superman mientras interpreta la versión antagónica del personaje de John Deegan. Este traje es similar al que usó el personaje en los cómics después de regresar de entre los muertos como parte del cruce «Muerte de Superman». El traje del Flash de Shipp de la serie de los años 90 fue recreado por la diseñadora de vestuario de The Flash Kate Main, usando el traje original como referencia.

### Filmación
La filmación de los episodios comenzó el 9 de octubre de 2018. El 17 de octubre, la filmación de la granja familiar Kent ocurrió en la misma granja utilizada en la serie Smallville. Los escritores de Supergirl usaron la granja Smallville como punto de encuentro para Kara y Clark porque era un «lugar orgánico para que se reunieran». Un «centro de salud mental abandonado» en Vancouver fue utilizado para las escenas del Manicomio Arkham. Las escenas de Gotham City y Empresas Wayne fueron filmadas en Chicago, Illinois. La filmación concluyó el 3 de noviembre. Kevin Tancharoen dirigió el episodio de The Flash, James Bamford dirigió el episodio de Arrow, y Jesse Warn dirigió el episodio de Supergirl.

### Música
En la escena de apertura en Tierra-90, se usa parte del tema de la serie Flash de la década de 1990, mientras que la canción del tema de Smallville se usa cuando se revela por primera vez Smallville en la Tierra-38.

## Lanzamiento

### Emisión
El cruce comenzó con The Flash el 9 de diciembre de 2018, continuó en Arrow el 10 de diciembre y concluyó en Supergirl el 11 de diciembre, todo en The CW. The Flash, que normalmente se transmite los martes a las 8 p. m., y Supergirl, que normalmente se transmite los domingos a las 8 p. m., intercambiaron intervalos de emisión para el cruce.

### Mercadotecnia
Los primeros teasers para el cruce se emitieron el 12 y 13 de noviembre de 2018, durante los episodios de Arrow y The Flash, respectivamente. El 16 de noviembre, DC Comics lanzó un póster para el evento al estilo de una portada de cómics, dibujado por Amy Reeder. Un teaser adicional para el primer episodio salió al aire durante el episodio del 18 de noviembre de Supergirl, y una semana más tarde, el tráiler oficial fue lanzado.

## Recepción

### Audiencia
| N.º | Serie     | Fecha de emisión        | ÍA/CP (18–49) | Audiencia (millones) | DVR (18–49) | Audiencia DVR (millones) | Total (18–49) | Audiencia total (millones) |
| --- | --------- | ----------------------- | ------------- | -------------------- | ----------- | ------------------------ | ------------- | -------------------------- |
| 1   | The Flash | 9 de diciembre de 2018  | 0.7/3         | 1.83                 | 0.7         | 1.68                     | 1.4           | 3.51                       |
| 2   | Arrow     | 10 de diciembre de 2018 | 0.8/3         | 2.06                 | 0.5         | 1.40                     | 1.3           | 3.46                       |
| 3   | Supergirl | 11 de diciembre de 2018 | 0.8/3         | 2.17                 | 0.5         | 1.36                     | 1.3           | 3.53                       |

### Respuesta crítica
The Flash
El sitio web agregador de reseñas Rotten Tomatoes reportó un 100% de aprobación para el episodio de The Flash, según 14 revisiones, con una calificación promedio de 8.83/10. El consenso crítico del sitio web dice: «Con cambios de cuerpo desorientados, realidades confusamente alteradas y un asombroso equipo de Superman-Supergirl, hay mucho que amar en este episodio lleno de alegría».
Arrow
Rotten Tomatoes reportó un 100% de aprobación para el episodio de Arrow, según 14 revisiones, con una calificación promedio de 8.44/10. El consenso crítico del sitio web dice: «'Elseworlds, Part 2' es una continuación desenfrenada de este arco de cambio de cuerpo del Arrowverso, que explota con éxito la química entre el conjunto del universo de televisión y presenta hábilmente a Ruby Rose como Batwoman».
Supergirl
Rotten Tomatoes informó un 93% de aprobación para el episodio de Supergirl, según 14 revisiones, con una calificación promedio de 8.06/10. El consenso crítico del sitio web dice: «'Elseworlds, Part 3' concluye el cruce divertido con estilo, atando suficientes cabos sueltos para satisfacer al mismo tiempo que proporciona algunos giros inesperados para mantener a los fanáticos en alerta».